# Banedanmark
Banedanmark (tidigare Banestyrelsen) är ett direktorat under Transportministeriet i Danmark. Banedanmark ansvarar för större delen av Danmarks järnvägsnät. Det har cirka 2 500 anställda.
Banedanmarks uppgifter är fastställda i Bekendtgørelse nr. 1276 om Banedanmarks opgaver og beføjelser af 20. november 2015, där det bland annat framgår att Banedanmark planlägger, utvecklar, anlägger, driver, underhåller och förnyar den statliga järnvägsinfrastrukturen som utgör den större delen av Danmarks järnvägsnät. Banedanmark ansvarar även för tilldelning av infrastrukturkapacitet ("tidtabeller") till järnvägsföretagen. Man fastställer och tar ut avgifter för utnyttjandet av järnvägsnätet.